# Massimo Villetti
Massimo Villetti (Viterbo, 1944) è un ex cestista e allenatore di pallacanestro italiano.
Ha giocato in Serie A vestendo la maglia della Pallacanestro Varese e della Reyer Venezia Mestre.

## Carriera
Nato a Viterbo, si trasferisce giovanissimo con la famiglia a Livorno. Terminata la carriera di giocatore, viene assunto da Giuseppe Vicenzi alla guida della Scaligera Verona.

## Palmarès
- Campionato italiano: 2

Pall. Varese: 1963-64, 1968-69
- Coppa Italia: 1

Pall. Varese: 1968-69
- Coppa dei Campioni: 1

Pall. Varese: 1969-70
- Coppa Intercontinentale: 2

Pall.Varese: 1966, 1970
- Coppa delle Coppe: 1

Pall. Varese: 1966-67